# Kazutaka Miyatake
Kazutaka Miyatake (宮武 一貴?, Miyatake Kazutaka; 21 settembre 1949) è un animatore e character designer giapponese.
Noto soprattutto per il mecha design della serie Fortezza superdimensionale Macross e delle sue continuazioni prodotte dallo Studio Nue, del quale è uno dei fondatori, contribuì per il design anche di numerose altre serie, come Mobile Suit Gundam SEED Destiny.

## Mechanical Design
Kazutaka Miyatake ha progettato le astronavi di diverse serie anime famose. La sua attenzione ai dettagli e il realismo meccanico hanno reso i suoi disegni ancora ammirati e utilizzati in serie e prodotti correlati dopo diversi anni dalla loro apparizione iniziale nei media visivi. Uno dei progetti più famosi di Miyatake è il veicolo spaziale SDF-1. Altri degni di nota sono i suoi disegni l'astronave "Comet Empire" e le navi degli Zentradi per La corazzata Yamato.
Miyatake ha anche creato il progetto per la Mobile Infantry  Power Armor per un'edizione giapponese del romanzo  Fanteria dello spazio  del 1959 nei primi anni ottanta. Esso fu usato nel corto Daicon III nonché nell'adattamento OVA del 1988  Uchu no Senshi.